# Thailand op de Olympische Spelen
Thailand is een van de landen die deelneemt aan de Olympische Spelen. Thailand debuteerde op de Zomerspelen van 1952, hierna ontbrak het land alleen op de Zomerspelen van 1980. Het debuut op de Winterspelen volgde vijftig jaar later in 2002.
Parijs 2024 was voor Thailand de achttiende deelname aan de Zomerspelen, in 2022 werd voor de vijfde keer deelgenomen aan de Winterspelen.

## Medailles en deelnames
Er werden 40 medailles gewonnen, alle op de Zomerspelen. Deze werden in drie olympische sporten behaald; boksen (15), gewichtheffen (14) en taekwondo (6).
De eerste medaille werd in 1976 behaald bij het boksen, Payao Poontarat won de bronzen medaille bij de lichtvlieggewichten. De eerste gouden medaille werd 20 jaar later, in 1996, veroverd door de bokser Somluck Kamsing bij de vedergewichten. Bokser Manus Boonjumnong, gewichthefsters Pimsiri Sirikaew en Wandee Kameaim en taekwondoka Panipak Wongpattanakit zijn de meervoudige medaillewinnaars.

### Overzicht
De tabel geeft een overzicht van de jaren waarin werd deelgenomen, het aantal gewonnen medailles en de eventuele plaats in het medailleklassement.
| Zomerspelen | Zomerspelen | Zomerspelen | Zomerspelen | Zomerspelen | Zomerspelen |        | Winterspelen | Winterspelen | Winterspelen | Winterspelen | Winterspelen | Winterspelen |
| Jaar        | Goud        | Zilver      | Brons       | Totaal      | Rang        | Jaar   | Goud         | Zilver       | Brons        | Totaal       | Rang         |              |
| 1952        | 0           | 0           | 0           | 0           | -           | 1952   | -            | -            | -            | -            | -            |              |
| 1956        | 0           | 0           | 0           | 0           | -           | 1956   | -            | -            | -            | -            | -            |              |
| 1960        | 0           | 0           | 0           | 0           | -           | 1960   | -            | -            | -            | -            | -            |              |
| 1964        | 0           | 0           | 0           | 0           | -           | 1964   | -            | -            | -            | -            | -            |              |
| 1968        | 0           | 0           | 0           | 0           | -           | 1968   | -            | -            | -            | -            | -            |              |
| 1972        | 0           | 0           | 0           | 0           | -           | 1972   | -            | -            | -            | -            | -            |              |
| 1976        | 0           | 0           | 1           | 1           | 37          | 1976   | -            | -            | -            | -            | -            |              |
| 1980        | -           | -           | -           | -           | -           | 1980   | -            | -            | -            | -            | -            |              |
| 1984        | 0           | 1           | 0           | 1           | 33          | 1984   | -            | -            | -            | -            | -            |              |
| 1988        | 0           | 0           | 1           | 1           | 46          | 1988   | -            | -            | -            | -            | -            |              |
| 1992        | 0           | 0           | 1           | 1           | 54          | 1992   | -            | -            | -            | -            | -            |              |
| 1996        | 1           | 0           | 1           | 2           | 47          | 1994   | -            | -            | -            | -            | -            |              |
| 2000        | 1           | 0           | 2           | 3           | 47          | 1998   | -            | -            | -            | -            | -            |              |
| 2004        | 3           | 1           | 4           | 8           | 25          | 2002   | 0            | 0            | 0            | 0            | -            |              |
| 2008        | 2           | 2           | 2           | 6           |             | 2006   | 0            | 0            | 0            | 0            | -            |              |
| 2012        | 0           | 2           | 2           | 4           |             | 2010   | -            | -            | -            | -            | -            |              |
| 2016        | 2           | 2           | 2           | 6           | 35          | 2014   | 0            | 0            | 0            | 0            | -            |              |
| 2020        | 1           | 0           | 1           | 2           | 59          | 2018   | 0            | 0            | 0            | 0            | -            |              |
| 2024        | 0           | 3           | 2           | 5           | 44          | 2022   | 0            | 0            | 0            | 0            | -            |              |
| Totaal      | 10          | 11          | 19          | 40          |             | Totaal | 0            | 0            | 0            | 0            |              |              |
| Tot. Z+W    | 10          | 11          | 19          | 40          |             |        |              |              |              |              |              |              |

2008: van oorspronkelijk 2-2-0 aangepast naar 2-2-2
2012: van oorspronkelijk 0-2-1 aangepast naar 0-2-2

### Per deelnemer
| Editie | Sport         | Winnaars                         | Discipline                      | Medaille |
| ------ | ------------- | -------------------------------- | ------------------------------- | -------- |
| 1976   | Boksen        | Payao Poontarat                  | lichtvlieggewicht (m)           | Brons    |
| 1984   | Boksen        | Dhawee Umponmaha                 | halfweltergewicht (m)           | Zilver   |
| 1988   | Boksen        | Phajol Moolsan                   | bantamgewicht (m)               | Brons    |
| 1992   | Boksen        | Arkhom Chenglai                  | weltergewicht (m)               | Brons    |
| 1996   | Boksen        | Somluck Kamsing                  | weltergewicht (m)               | Goud     |
| 1996   | Boksen        | Vichairachanon Khadpo            | bantamgewicht (m)               | Brons    |
| 2000   | Boksen        | Wijan Ponlid                     | vlieggewicht (m)                | Goud     |
| 2000   | Boksen        | Pornchai Thongburan              | halfmiddengewicht (m)           | Brons    |
| 2000   | Gewichtheffen | Khassaraporn Suta                | lichtgewicht (-58 kg) (v)       | Brons    |
| 2004   | Boksen        | Manus Boonjumnong                | halfweltergewicht (m)           | Goud     |
| 2004   | Boksen        | Worapoj Petchkoom                | bantamgewicht (m)               | Zilver   |
| 2004   | Boksen        | Suriya Prasathinphimai           | middengewicht (m)               | Brons    |
| 2004   | Gewichtheffen | Udomporn Polsak                  | vedergewicht (-53 kg) (v)       | Goud     |
| 2004   | Gewichtheffen | Pawina Thongsuk                  | zwaargewicht (-75 kg) (v)       | Goud     |
| 2004   | Gewichtheffen | Aree Wiratthaworn                | vlieggewicht (-48 kg) (v)       | Brons    |
| 2004   | Gewichtheffen | Wandee Kameaim                   | lichtgewicht (-58 kg) (v)       | Brons    |
| 2004   | Taekwondo     | Yaowapa Boorapolchai             | vlieggewicht (-49 kg) (v)       | Brons    |
| 2008   | Boksen        | Somjit Jongjohor                 | vlieggewicht (-51 kg) (m)       | Goud     |
| 2008   | Boksen        | Manus Boonjumnog                 | halfweltergewicht (-64 kg) (m)  | Zilver   |
| 2008   | Gewichtheffen | Pensiri Laosirikul               | vlieggewicht (-48 kg) (v)       | *        |
| 2008   | Gewichtheffen | Prapawadee Jaroenrattanatarakoon | vedergewicht (-53 kg) (v)       | Goud     |
| 2008   | Gewichtheffen | Wandee Kameaim                   | lichtgewicht (-58 kg) (v)       | *        |
| 2008   | Taekwondo     | Buttree Puedpong                 | vlieggewicht (-49 kg) (v)       | Zilver   |
| 2012   | Gewichtheffen | Pimsiri Sirikaew                 | lichtgewicht (-58 kg) (v)       | Zilver   |
| 2012   | Gewichtheffen | Rattikan Gulnoi                  | lichtgewicht (-58 kg) (v)       | *        |
| 2012   | Boksen        | Kaeo Pongprayoon                 | licht vlieggewicht (-49 kg) (m) | Zilver   |
| 2012   | Taekwondo     | Chanatip Sonkham                 | -49 kg (v)                      | Brons    |
| 2016   | Gewichtheffen | Sinphet Kruaithong               | bantamgewicht (-56 kg ) (m)     | Brons    |
| 2016   | Gewichtheffen | Sopita Tanasan                   | vlieggewicht (-48 kg) (v)       | Goud     |
| 2016   | Gewichtheffen | Sukanya Srisurat                 | lichtgewicht (-58 kg) (v)       | Goud     |
| 2016   | Gewichtheffen | Pimsiri Sirikaew                 | lichtgewicht (-58 kg) (v)       | Zilver   |
| 2016   | Taekwondo     | Tawin Hanprab                    | –58 kg (m)                      | Zilver   |
| 2016   | Taekwondo     | Panipak Wongpattanakit           | –49 kg (v)                      | Brons    |
| 2020   | Boksen        | Sudaporn Seesondee               | lichtgewicht (-60 kg) (v)       | Brons    |
| 2020   | Taekwondo     | Panipak Wongpattanakit           | vlieggewicht (-49 kg) (v)       | Goud     |

* Deze medailles werden later alsnog toegekend.
Afghanistan · Albanië · Algerije · Amerikaans-Samoa · Amerikaanse Maagdeneilanden · Andorra · Angola · Antigua en Barbuda · Argentinië · Armenië · Aruba · Australië · Azerbeidzjan · Bahama's · Bahrein · Bangladesh · Barbados · België · Belize · Benin · Bermuda · Bhutan · Bolivia · Bosnië en Herzegovina · Botswana · Brazilië · Britse Maagdeneilanden · Brunei · Bulgarije · Burkina Faso · Burundi · Cambodja · Canada · Centraal-Afrikaanse Republiek · Chili · China · Chinees Taipei · Colombia · Comoren · Congo-Brazzaville · Congo-Kinshasa · Cookeilanden · Costa Rica · Cuba · Cyprus · Denemarken · Djibouti · Dominica · Dominicaanse Republiek · Duitsland · Ecuador · Egypte · El Salvador · Equatoriaal-Guinea · Eritrea · Estland · Ethiopië · Fiji · Filipijnen · Finland · Frankrijk · Gabon · Gambia · Georgië · Ghana · Grenada · Griekenland · Groot-Brittannië · Guam · Guatemala · Guinee · Guinee-Bissau · Guyana · Haïti · Honduras · Hongarije · Hongkong · Ierland · IJsland · India · Indonesië · Irak · Iran · Israël · Italië · Ivoorkust · Jamaica · Japan · Jemen · Jordanië · Kaaimaneilanden · Kaapverdië · Kameroen · Kazachstan · Kenia · Kirgizië · Kiribati · Koeweit · Kosovo · Kroatië · Laos · Lesotho · Letland · Libanon · Liberia · Libië · Liechtenstein · Litouwen · Luxemburg · Madagaskar · Malawi · Malediven · Maleisië · Mali · Malta · Marokko · Marshalleilanden · Mauritanië · Mauritius · Mexico · Micronesië · Moldavië · Monaco · Mongolië · Montenegro · Mozambique · Myanmar · Namibië · Nauru · Nederland · Nepal · Nicaragua · Nieuw-Zeeland · Niger · Nigeria · Noord-Korea · Noord-Macedonië · Noorwegen · Oeganda · Oekraïne · Oezbekistan · Oman · Oost-Timor · Oostenrijk · Pakistan · Palau · Palestina · Panama · Papoea-Nieuw-Guinea · Paraguay · Peru · Polen · Portugal · Puerto Rico · Qatar · Roemenië · Rusland · Rwanda · Saint Kitts en Nevis · Saint Lucia · Saint Vincent en de Grenadines · Salomonseilanden · Samoa · San Marino · Saoedi-Arabië · Sao Tomé en Principe · Senegal · Servië · Seychellen · Sierra Leone · Singapore · Slovenië · Slowakije · Somalië · Spanje · Sri Lanka · Soedan · Suriname · Swaziland · Syrië · Tadzjikistan · Tanzania · Thailand · Togo · Tonga · Trinidad en Tobago · Tsjaad · Tsjechië · Tunesië · Turkije · Turkmenistan · Tuvalu · Uruguay · Vanuatu · Venezuela · Verenigde Arabische Emiraten · Verenigde Staten · Vietnam · Wit-Rusland · Zambia · Zimbabwe · Zuid-Afrika · Zuid-Korea · Zuid-Soedan · Zweden · Zwitserland
Historische landen: Bohemen · Bondsrepubliek Duitsland · Brits-Indië · Duitse Democratische Republiek · Joegoslavië · Malaya · Nederlandse Antillen · Noord-Borneo · Noord-Jemen · Saarland · Servië en Montenegro · Sovjet-Unie · Tsjecho-Slowakije · West-Indische Federatie · Zuid-Jemen
Bijzondere deelnames: Onafhankelijke olympische atleten · Vluchtelingenteam 
 Australazië · Duits Eenheidsteam · Gemengd team · Gezamenlijk Team